# 타이베이 사립 쿠이산 실용 종합 초중고등학교
타이베이 사립 쿠이산 실용 종합 초중고등학교(臺北市私立奎山實驗高級中學)는 중화민국 타이베이의 12년제 사립 개신교 계파 초중고등학교이다.

## 교내 연혁
1963년 중화민국 타이완 타이베이에서 첫 개교되어 현재에 이르고 있는 자유중화민국 타이완 1세대 사학 중 한 곳이라 알려져 있다.